# The Rat Pack
Cet article possède un paronyme, voir Brat Pack.
 (mars 2022).
Si vous disposez d'ouvrages ou d'articles de référence ou si vous connaissez des sites web de qualité traitant du thème abordé ici, merci de compléter l'article en donnant les références utiles à sa vérifiabilité et en les liant à la section « Notes et références ».

Le Rat Pack pendant le tournage de L'Inconnu de Las Vegas.

Aux États-Unis, dans les années 1950, le Rat Pack — littéralement « Club des rats » — réunit quelques-unes des stars les plus populaires du moment : Frank Sinatra, Dean Martin, Sammy Davis Jr., Joey Bishop et Peter Lawford. Frank Sinatra est son leader incontesté. Très charismatique, le chanteur-comédien nourrit en outre de grandes ambitions. Fasciné par le monde politique, il rêve d'accéder aux plus hautes sphères du pouvoir. Son amitié avec John Fitzgerald Kennedy, ainsi qu'avec Sam Giancana, patron de la mafia, lui ouvre des perspectives alléchantes. Il fréquente les gangsters, courtise les hommes de pouvoir, fait à l'envi le lien entre les deux sphères et reste, envers et contre tout, le parrain incontesté du show-biz. Bien qu'à majorité masculine, certaines grandes comédiennes et chanteuses du show-biz y participèrent comme Shirley MacLaine, Lauren Bacall et Judy Garland.

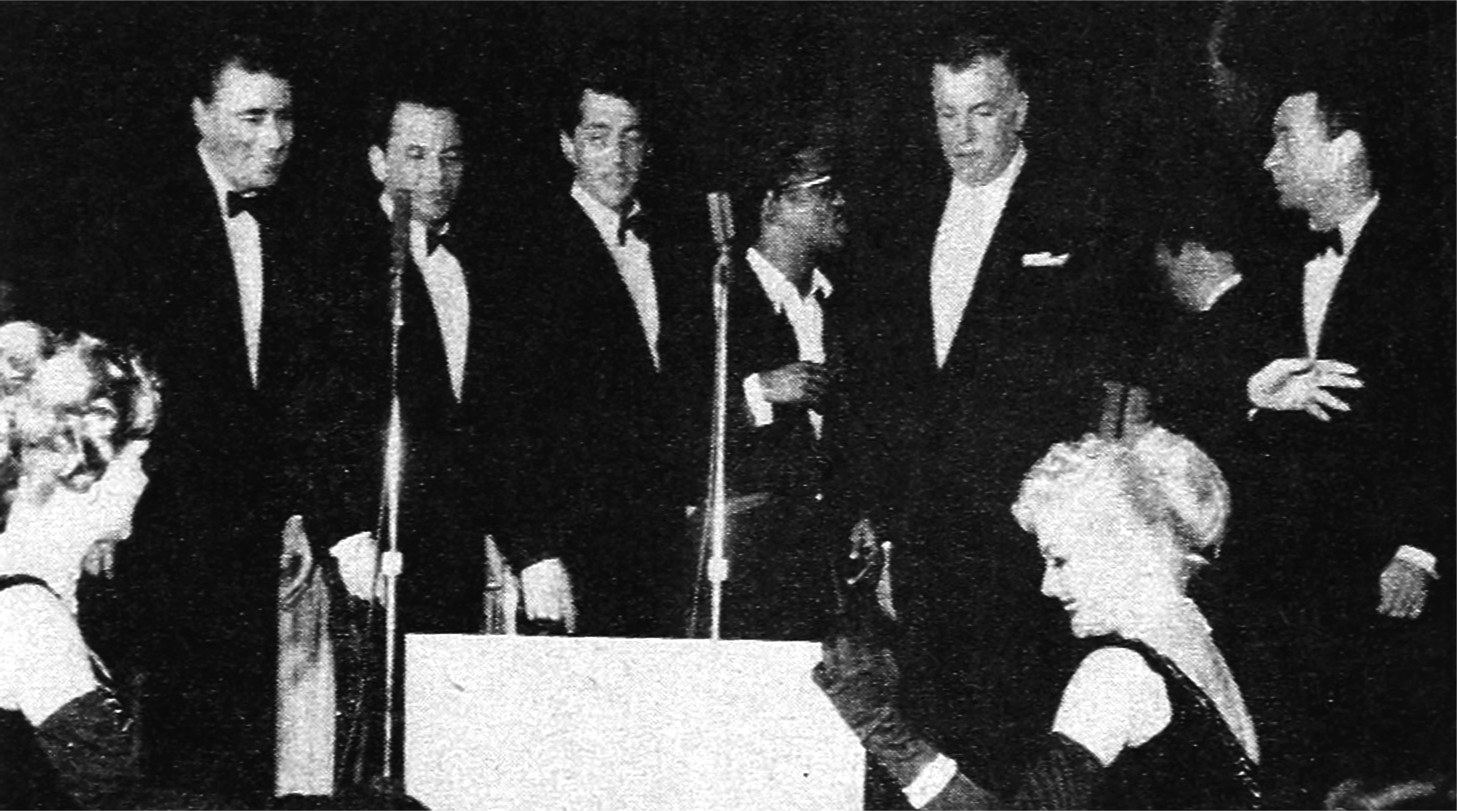
The Rat Pack au Sands Hotel and Casino en 1960 : Peter Lawford, Frank Sinatra, Dean Martin, Sammy Davis Jr., Jack Entratter et Joey Bishop.

## Le Rat Pack des années 1950
Le terme Rat Pack fut d'abord utilisé pour nommer un groupe d'amis à Hollywood, organisé de façon assez informelle autour d'Humphrey Bogart, dont faisait partie le jeune Frank Sinatra. La légende dit que c'est Den mother (« la mère ») Lauren Bacall qui a donné ce nom au groupe en les voyant revenir d'une soirée à Las Vegas. Elle était la plus jeune du groupe et les trouvait fatigués, épuisés, hagards à tel point qu'elle aurait dit « You look like a goddamn rat pack » (« Vous avez l'air d'un sacré tas de rats »). Selon une autre source, le terme Rat Pack n'était pas l'idée de Lauren Bacall. Tout aurait commencé avec Humphrey Bogart, le mari de Lauren Bacall, partenaire d'écran fréquente et amie de Frank Sinatra. Ce dernier appelait ses amis de soirée les « Holmby Hills Rat Pack », du nom du lieu d'une des maisons de Judy Garland et son mari (Sidney Luft), lieu de rassemblement habituel du groupe. Une dernière explication réside dans la façon dont un groupe de rats rejetterait un outsider qui voudrait entrer dans le groupe.
Selon la fille de Judy Garland, Lorna Luft, Rat Pack viendrait d'une journaliste (probablement Hedda Hopper) qui voulait se faire inviter dans le groupe. Toutefois, le groupe ne voulant pas que leurs soirées privées soient exposées au grand public, la journaliste ne fut jamais invitée. Elle écrivit plus tard « and that rat pack in Holmby Hills », ce que remarqua Judy Garland.
Selon Stephen Bogart, les membres du Rat Pack étaient Frank Sinatra (le pack master), Judy Garland (la première vice-présidente), Lauren Bacall (Den mother), Sid Luft (le responsable de la cage), Humphrey Bogart (le rat chargé des relations publiques), Swifty Lazar (le secrétaire et trésorier), Nathaniel Benchley (l'historien), David Niven, Katharine Hepburn, Spencer Tracy, George Cukor, Michael Romanoff et Jimmy Van Heusen. D'après la biographie de David Niven (The Moon's a Balloon (en)), Sammy Davis Jr. et Dean Martin ne faisaient initialement pas partie du Rat Pack.

## Le Rat Pack des années 1960
Dans sa version de 1960, le groupe comprenait Frank Sinatra, Dean Martin, Sammy Davis Jr., Joey Bishop, Peter Lawford (beau frère de John F. Kennedy), et pour un bref moment Norman Fell. Les mascottes du groupe étaient alors Angie Dickinson, Juliet Prowse, et Shirley MacLaine. La version post-Bogart du groupe ne fut jamais nommée comme telle par ses propres membres, par contre ils appelèrent cette période « l'apogée du groupe ». Le terme Rat Pack était principalement utilisé par les journalistes ou les outsiders, il n'en fut pas moins le nom par lequel tout le monde décrit le groupe dès lors.
Les relations étroites de Peter Lawford avec John F. Kennedy, celles de Frank Sinatra avec la Mafia et le rôle qu'a joué le groupe lors de la campagne de John F. Kennedy (démocrate) pour les présidentielles donnaient au groupe une dimension politique. Frank Sinatra s'attendait à entrer dans le cercle des Kennedy après l'élection, il en fut pourtant exclu, ce qui conduisit à l'exclusion du Rat Pack de Peter Lawford en 1962. Le rôle de Peter Lawford dans Robin and the Seven Hoods fut donné à Bing Crosby, et plusieurs chansons furent ajoutées. Ce n'était pas la première fois que Frank Sinatra opérait de la sorte, le rôle de Davis dans So Few fut finalement donné à Steve McQueen parce que Davis et Sinatra étaient temporairement brouillés.
Le Rat Pack se produisait souvent à Las Vegas (Nevada) et contribua à la réputation de cette ville comme destination privilégiée de divertissement. Ses membres jouèrent un rôle important dans l'abolition de l'esprit ségrégationniste qui régnait dans les hôtels et les casinos des années 1960 de la ville. Sinatra et les autres refusaient de jouer ou de parrainer les établissements qui n'embauchaient pas les noirs américains comme Sammy Davis Jr. Une fois les apparitions du Rat Pack devenues populaires et attractives pour les médias, Las Vegas fut obligée d'abandonner sa politique de ségrégation.
Le groupe n'avait pas idée de sa future place dans l'histoire du divertissement. Il était connu pour ses divertissements joyeux, son style musical agréable et ses comédies pour la plupart improvisées. Sammy Davis Jr. racontait que lorsque Frank Sinatra appelait au rassemblement, même si cela se tenait en même temps qu'une conférence entre le président américain Dwight D. Eisenhower, le président français Charles de Gaulle et le leader soviétique Nikita Khrouchtchev, les journalistes, les VIP, les célébrités étaient présents par milliers.
Souvent, lorsque l'un des membres du groupe était engagé pour un spectacle, le reste du groupe arrivait de manière impromptue, causant de l'excitation dans l'audience et le retour des spectateurs les soirs suivants. Tous leurs spectacles se jouaient à guichets fermés. Les gens étaient prêts à dormir dehors pour assister à la représentation quand les hôtels de la ville étaient pleins. Sur les affiches de leurs spectacles on pouvait lire « DEAN MARTIN - MAYBE FRANK - MAYBE SAMMY ». La chanteuse Line Renaud, qui se produisait à cette époque tous les soirs à Las Vegas, était très proche du Rat Pack, notamment de Sinatra, Dean Martin et Sammy Davis Jr. (une rue à son nom a d'ailleurs été apposée en 2017, située à proximité des rues portant les noms de Sinatra et Martin). 
Bien que les membres du groupe soient restés proches (à l'exception de Peter Lawford), la popularité du Rat Pack baissa vers la fin des années 1960 avec la montée de la « contre-culture ». Bien que ses membres restaient à titre individuel des bêtes de popularité, le Rat Pack avait cessé d'exister à la fin des années 1960.

## Renaissance
En 1987, Frank Sinatra, Sammy Davis Jr. et Dean Martin partent en tournée mondiale, intitulée « Together Again ». En conférence de presse, Frank Sinatra rejette l'appellation Rat Pack pour cette tournée. La tournée fut pleine d'embûches avec notamment le décès du fils de Dean Martin dans un crash d'avion. Ce dernier quitta la tournée après seulement trois représentations. Il fut remplacé par Liza Minnelli (fille de Judy Garland et Vincente Minnelli).
Sammy Davis Jr. et Dean Martin apparaissent ensemble à l'écran de L'Équipée du Cannonball (The Cannonball Run), Frank Sinatra les rejoint pour le deuxième volet, Cannonball 2. C'est le dernier film dans lequel les trois artistes apparaissent ensemble.
Peter Lawford meurt le 24 décembre 1984 d'un arrêt cardiaque et de complications rénales et hépatiques, à l'âge de 61 ans. Sammy Davis Jr. meurt à son tour le 16 mai 1990 des suites d'un cancer de la gorge. Dean Martin meurt ensuite le matin de Noël 1995. Frank Sinatra meurt le 14 mai 1998. Joey Bishop, le dernier membre du Rat Pack encore en vie, meurt le 17 octobre 2007.
Le Rat Pack est le sujet d'un téléfilm en 1998 (Les Rois de Las Vegas). Des acteurs interprètent les rôles de Frank Sinatra et les autres, y compris John F. Kennedy.
De nos jours, les films du Rat Pack et les enregistrements les concernant sont encore très regardés et mondialement connus.
En 2013, plusieurs artistes francophones reprennent des chansons du répertoire du Rat Pack dans l'album Forever Gentlemen.

## Les films du Rat Pack
- Comme un torrent (1958) (Sinatra, Martin, MacLaine)
- L'Inconnu de Las Vegas (Ocean's Eleven, 1960) (Sinatra, Martin, Davis, Lawford, Bishop)
- Les Trois Sergents (1962) (Sinatra, Martin, Davis, Lawford, Bishop)
- Quatre du Texas (1963) (Sinatra, Martin)
- Les Sept Voleurs de Chicago (Robin and the Seven Hoods, 1964) (Sinatra, Martin, Davis)
- Marriage on the Rocks (1965) (Sinatra, Martin)
- A Man Called Adam (1966) (Davis, Lawford, Sinatra Jr)
- Texas Across the River (1966) (Martin, Bishop)

Shirley MacLaine a aussi un rôle important et Frank Sinatra un petit rôle dans Le Tour du monde en quatre-vingts jours (1956), film qui fut récompensé par des Oscars. Shirley MacLaine joue le rôle d'une princesse hindoue secourue par David Niven, dont elle tombe amoureuse. Frank Sinatra est le joueur de piano du saloon, il ne parle ni ne chante dans ce film. Son identité est cachée au spectateur jusqu'à ce qu'il se tourne vers la caméra.

## Concerts live
- 2001 The Rat Pack Live at the Sands
- 2003 A Night on the Town With the Rat Pack
- 2003 The Ultimate Rat Pack Collection: Live & Swingin’
- 2004 The Rat Pack on Stage: Las Vegas/St. Louis